# Amata turbida
Amata turbida är en fjärilsart som beskrevs av Turati 1917. Amata turbida ingår i släktet Amata och familjen björnspinnare. Inga underarter finns listade i Catalogue of Life.